# Вечен календар (филм)
„Вечен календар“ е български игрален филм (драма) от 1966 година, по сценарий и режисура на Петър Донев. Оператор е Борис Янакиев. Музиката във филма е композирана от Кирил Дончев.

## Сюжет
Димка е бригадирка в родното си село. Двамата със звеновода Пантелей се обичат от ученици. Бащата на Димка - Йордан, ще бъде съден за отравяне на кооперативните крави. Това внася напрежение в семейството със сприхавия характер на баща й. Димка е обидена от грубото му отношение, но постепенно в нея се събуждат спомени за грижата и нежността, с които я е обграждал от дете. В деня на съда тя тревожно обикаля около залата. Моли Пантелей за помощ, но той не желае да се замесва и отива на кино. Помощ получава от местния веселяк и поет Йошката, отдавна влюбен в нея. С хитрост той успява да вмъкне момичето в стаята, където партийният секретар Дочкин, стар враг на Йордан, води разпита. Йошката защитава обвиняемия. Районният партиен секретар разобличава Дочкин и оправдава кооператора. Димка разбира, че всъщност Йошката е достоен за нейната любов.

## Актьорски състав
- Маргарита Пехливанова – Димка
- Иван Братанов – Бай Йордан Дойнов
- Стефан Мавродиев – Йошката
- Добромир Манев – Мургавия
- Руси Радев – Бай Серафим
- Джоко Росич – Георги Дочкин, партиен секретар
- Христо Динев – Дядо Дойно
- Донка Шаралиева – Стрина Елена
- Екатерина Велева
- Зорка Паунова
- Кирил Шопов
- Стефан Русинов – Бай Димитър
- Йото Ганов – Стефчо
- Аспарух Сариев – Зоотехникът Семов
- Борислав Иванов – Писарят Пешев
- Илия Добрев – Панталей
- Борислав Вълчанов
- Николай Дойчев - пъдарят
- Христян Русинов
- Найчо Петров – Гроздьо
- Иван Обретенов – Танас